# Aliança (álbum de André Valadão)
Aliança é um álbum ao vivo de André Valadão. Foi gravado na Igreja Batista da Lagoinha em 1 de novembro de 2011 e lançado em dezembro do mesmo ano. Em dois dias de lançamento o CD vendeu 50 mil copias recebendo disco de ouro. O álbum possui 13 faixas, sendo 8 musicas inéditas, 2 regravações e 3 espontâneos. O DVD foi lançado em março de 2012, incluindo o CD. Gênesis 9.13 foi a inspiração para a criação do álbum.
| Críticas profissionais | Críticas profissionais |
| Avaliações da crítica  | Avaliações da crítica  |
| Fonte                  | Avaliação              |
| ---------------------- | ---------------------- |
| O Propagador           | [ 4 ]                  |
| Super Gospel           | (favorável)            |
| Casa Gospel            | (favorável)            |

## Faixas
Créditos adaptados do encarte de Aliança.
| N.º | Título                                                                                               | Duração |  |
| 1.  | "Eu Tenho uma Aliança" (letra e música de André Valadão)                                             | 5:37    |  |
| 2.  | "Nada Pode Quebrar" (letra e música de Valadão)                                                      | 5:07    |  |
| 3.  | "Banquete" (letra e música de Valadão)                                                               | 5:18    |  |
| 4.  | "Majestoso" (letra e música de Valadão)                                                              | 5:27    |  |
| 5.  | "Espontâneo" (letra e música de Valadão)                                                             | 3:25    |  |
| 6.  | "Aliança de Amor" (letra e música de Valadão)                                                        | 5:17    |  |
| 7.  | "Espontâneo" (letra e música de Valadão)                                                             | 12:15   |  |
| 8.  | "A Minha Oração" (letra de Valadão, música de Ruben di Souza)                                        | 5:12    |  |
| 9.  | "Espontâneo" (letra e música de Valadão)                                                             | 6:48    |  |
| 10. | "Nada Vai Me Separar de Ti" (letra e música de Valadão)                                              | 4:06    |  |
| 11. | "Águas Purificadoras" (letra e música de Ana Paula Valadão Bessa)                                    | 5:17    |  |
| 12. | "Só por Jesus" (letra e música de Steve Fee, versão de Valadão)                                      | 4:59    |  |
| 13. | "Dia Feliz" (letra e música de Tim Hughes de Ben Cantelon, versão de Christie Tristão, Nívea Soares) | 4:48    |  |